# Hojskär
Hojskär est une île de la Suède située en mer Baltique.

## Description
Il s'agit d'un îlot inhabité situé dans le nord-est de l'île de Gotland, entre l'île de Ytterholmen (sv) au nord, et l'île de Skenalden au sud.
Le nom de l'île est composé des mots suédois hoj, qui peut avoir plusieurs sens (« voilier, caboteur, etc. »), et skär, qui peut également avoir plusieurs sens (« écueil, îlot, rocher, récif, brisant, etc. »).